# Har Avivim
Har Avivim (hebreiska: הר אביבים) är ett berg i Israel.   Det ligger i distriktet Norra distriktet, i den norra delen av landet. Toppen på Har Avivim är 888 meter över havet, eller 171 meter över den omgivande terrängen. Bredden vid basen är 3,1 km.
Terrängen runt Har Avivim är huvudsakligen kuperad.Runt Har Avivim är det tätbefolkat, med 659 invånare per kvadratkilometer. Närmaste större samhälle är Qiryat Shemona, 14,2 km nordost om Har Avivim. Trakten runt Har Avivim består till största delen av jordbruksmark.